# Francis G. Newlands
Francis Griffith Newlands, född 28 augusti 1846 i Natchez, Mississippi, död 24 december 1917 i Washington, D.C., var en amerikansk demokratisk politiker. Han representerade delstaten Nevada i båda kamrarna av USA:s kongress, först i representanthuset 1893-1903 och sedan i senaten från 1903 fram till sin död.
Newlands studerade vid Yale College och fortsatte sedan med juridikstudier vid Columbian College (numera George Washington University). Han flyttade 1870 till San Francisco och arbetade där som advokat. Han flyttade sedan 1888 till Nevada.
Newlands efterträdde 1893 Horace F. Bartine som kongressledamot. Han efterträdde sedan 1903 John P. Jones som senator för Nevada. Han avled i december 1917 i ämbetet och efterträdaren Charles B. Henderson tillträdde ämbetet i januari 1918.